# البطولات الفرنسية 1928 (كرة مضرب)
قائمة البطولات الفرنسية لعام 1928 (المعروفة الآن باسم دورة رولان غاروس) :

## الكبار

### فردي رجال
هنري كوهيت هزم  رينيه لاكوست, النتيجة:5-7, 6-3, 6-1, 6-3

### فردي سيدات
هيلين ويلز هزمت  إيلين بوينيت, النتيجة:6-1, 6-2

### زوجي رجال
جيان بورترا و جاكويز بروغنون هزما  هنري كوهيت و رين دي بازوليت, النتيجة:6-4, 3-6, 6-2, 3-6, 6-4

### زوجي سيدات
فويبي هولكروفت واتسون و إيليم بينيت وايتينغستال هزمتا  سوزان ديف و سيلفيا لافواري, النتيجة:6-0, 6-2

### زوجي مختلط
إيليم بينيت وايتينغستال و هنري كوهيت هزما  هيلين ويلز و فرانك هنتر, النتيجة:3-6, 6-3, 6-3